# Anik E1
O Anik E1 foi um satélite de comunicação geoestacionário canadense da série Anik construído pela GE Astro. Na maior parte de sua vida ele esteve localizado na posição orbital de 111,1 graus de longitude oeste e era operado pela Telesat Canada. O satélite foi baseado na plataforma AS-5000 e sua expectativa de vida útil era de 12 anos. O mesmo saiu de serviço em janeiro de 2005 e foi transferido para uma órbita cemitério.

## História
Ele foi lançado no ano de 1991 e colocado em uma órbita geoestacionária a 111,1 graus oeste sobre a parte oriental do Oceano Pacífico.
O Anik E1 foi utilizado principalmente para serviços de telecomunicações empresariais, enquanto Anik E2 foi um satélite de comunicações de transmissão transportando o volume de sinais de televisão para o Canadá.
No dia 20 de janeiro de 1994, O Anik E1 e o Anik E2 tiveram problemas devido à atividade solar. O Anik E1 falhou primeiro, deixando o Canadá sem televisão por satélite. Algumas horas mais tarde, a Telesat conseguiu recuperar o satélite. Depois o Anik E2 também falhou devido a um problema com o giroscópio, que causou uma perda do apontado do sinal do satélite. Como o Anik E2 não pode ser recuperado durante cinco meses, o que fez o Anik E1 assumir o seu serviço, o que levou aos usuários do Anik E2 a mover suas antenas para apontar para o satélite Anik E1.

## Lançamento
O satélite foi lançado com sucesso ao espaço no dia 26 de setembro de 1991, por meio de um veículo Ariane-44P H10 a partir do Centro Espacial de Kourou, na Guiana Francesa. Ele tinha uma massa de lançamento de 2977 kg.

## Capacidade e cobertura
O Anik E1 era equipado com 24 transponders em banda C e 16 em banda Ku para fornecer serviços de comunicações via satélite ao Canadá.